# Cine Levante
El Cine Levante va ser una sala d'exhibició cinematogràfica ubicada al carrer de Guipúscoa, núm. 70-72 de Barcelona. Va obrir les portes l'any 1958 i es va tancar 20 anys més tard (dècada dels 80), tot acollint un bingo.